# Leptochiton vitjazae
Leptochiton vitjazae är en blötdjursart som först beskrevs av Boris I. Sirenko 1977.  Leptochiton vitjazae ingår i släktet Leptochiton och familjen Leptochitonidae.
Artens utbredningsområde är Solomonhavet. Inga underarter finns listade i Catalogue of Life.